# عین الصفصاف
عین الصفصاف (به عربی: عین الصفصاف) یک منطقهٔ مسکونی در لبنان است که در استان جبل لبنان واقع شده است.

## خصوصیات
عین الصفصاف ۱٫۷۷ کیلومترمربع مساحت دارد.